# USS Welles (DD-628)
USS Welles (DD-628) là một tàu khu trục lớp Gleaves được Hải quân Hoa Kỳ chế tạo trong Chiến tranh Thế giới thứ hai. Nó đã tham gia suốt Thế Chiến II, sống sót qua cuộc xung đột, ngừng hoạt động năm 1946 và bị tháo dỡ năm 1969. Nó là chiếc tàu chiến thứ hai của Hải quân Hoa Kỳ được đặt theo tên Gideon Welles (1802-1878), Bộ trưởng Hải quân.

## Thiết kế và chế tạo
Welles được chế tạo tại xưởng tàu của hãng Seattle-Tacoma Shipbuilding Corp. ở Seattle, Washington. Nó được đặt lườn vào ngày 27 tháng 9 năm 1941; được hạ thủy vào ngày 7 tháng 9 năm 1942, và được đỡ đầu bởi bà Suzanne Dudley Welles Brainard. Con tàu được cho nhập biên chế cùng Hải quân Hoa Kỳ vào ngày 16 tháng 8 năm 1943 dưới quyền chỉ huy của Thiếu tá Hải quân Doyle M. Coffee.

## Lịch sử hoạt động

### Đại Tây Dương
Sau khi hoàn tất việc chạy thử máy và huấn luyện dọc theo vùng bờ Tây, Welles quay trở lại Puget Sound vào ngày 26 tháng 10 năm 1943 để hiệu chỉnh sau thử máy, rồi lên đường vào ngày 15 tháng 11, tháp tùng hai tàu sân bay hộ tống Anh đi đến San Diego, California. Tiếp tục hành trình, con tàu băng qua kênh đào Panama vào ngày 28 tháng 11 để hướng đến New York, ghé qua Norfolk, Virginia trên đường đi, và sau khi đến New York vào ngày 4 tháng 12, đã gia nhập Đội khu trục 38. Được lệnh đi lên phía Bắc, nó rời New York ngày 26 tháng 12 và đi đến cảng Boston vào ngày hôm sau. Đến ngày 28 tháng 12, nó cùng đội khu trục lên đường đi sang khu vực Tây Thái Bình Dương hộ tống cho thiết giáp hạm New Jersey (BB-62). Đơn vị ghé lại Norfolk một thời gian ngắn, nơi tàu chị em của New Jersey là Iowa (BB-61) cùng tham gia chuyến đi sang Thái Bình Dương. Đội đặc nhiệm băng qua kênh đào Panama vào đầu tháng 1 năm 1944 để tiếp tục hành trình sang phía Tây.

### Tây Nam Thái Bình Dương
Welles và các tàu tháp tùng đi đến Funafuti thuộc quần đảo Ellice vào ngày 21 tháng 1, và ở lại đây trong một tuần lễ trước khi lên đường đi New Guinea. Nó đi đến vịnh Milne vào ngày 5 tháng 2, và gia nhập Đệ Thất hạm đội. Đến cuối tháng đó, nó hộ tống một đoàn tàu LST đi đến mũi Gloucester thuộc đảo New Britain. Vào ngày 29 tháng 2, nó bắn pháo hỗ trợc cho các đơn vị thuộc Sư đoàn 1 Kỵ binh đang đổ bộ lên đảo Los Negros thuộc quần đảo Admiralty. Trong chiến dịch này, chiếc tàu khu trục chịu đựng hỏa lực của vũ khí tự động và ít nhất một khẩu pháo dã chiến, nhưng không bị hư hại. Sau khi hoàn tất nhiệm vụ, nó đi đến khu vực vận chuyển để phòng thủ chống tàu ngầm; thỉnh thoảng cặp gần bờ để hỗ trợ hỏa lực cho lực lượng chiến đấu trên bờ.
Đến tháng 3, Welles đi về phía Nam đến khu vực chung quanh Buna, chuẩn bị cho các chiến dịch nhằm tái chiếm phần còn lại của bờ biển phía Bắc New Guinea. Trong Chiến dịch Reckless, bước đầu tiên trong một loạt năm bước nhảy cóc về phía Vogelkop, nó được phân về Đội đặc nhiệm 77.2, Đội Tấn công Trung tâm có nhiệm vụ tấn công vịnh Humboldt vào ngày 22 tháng 4. Khoảng một tháng sau vào ngày 18 tháng 5, nó hỗ trợ cho cuộc đổ bộ lên đảo Wakde và tại Sarmi trên lục địa New Guinea. Từ đây, chiếc tàu chiến tiếp tục các bước nhảy đổ bộ của lực lượng dưới quyền Tướng Douglas MacArthur đến đảo Biak, nơi nó bắn pháo hỗ trợ trong khi đổ bộ và trong chiến dịch bình định từ ngày 27 tháng 5 đến ngày 2 tháng 6. Trong thời gian này, nó phá hủy nhiều xà lan đối phương, tiêu diệt lực lượng trên bộ, vô hiệu hóa một hoặc hai khẩu đội pháo và giúp đánh trả nhiều đợt không kích.
Rời Biak vào ngày 2 tháng 6, Welles hộ tống các đoàn tàu vận tải tiếp liệu dọc theo bờ biển New Guinea trong khoảng một tháng trước khi đi đến ngoài khơi đảo Noemfoor về phía Tây Biak, để hỗ trợ cho việc chiếm đóng đảo này. Vào cuối tháng 7, nó tham gia chiến dịch đổ bộ cuối cùng tại New Guinea khi binh lính đổ bộ lên mũi Sansapor tại Vogelkop.
Welles quay trở lại Aitape vào đầu tháng 8, và di chuyển từ đây dọc bờ biển đến Finschhafen, nơi nó khởi hành vào ngày 23 tháng 8 hướng đến quần đảo Solomon. Nó đi đến đảo Florida vào ngày 6 tháng 8, và trở thành một đơn vị thuộc Đệ Tam hạm đội Hoa Kỳ, lập tức bước vào chuẩn bị cho Chiến dịch quần đảo Palau sắp diễn ra. Trong trận Peleliu và trận Angaur, nó thoạt tiên bảo vệ cho các tàu sân bay hỗ trợ trên không; và sau cuộc đổ bộ lên hai hòn đảo vào giữa tháng 9, nó được tách khỏi các tàu sân bay, đi đến khu vực vận chuyển để bảo vệ chống tàu ngầm cũng như tuần tra đề phòng mọi nỗ lực tăng viện cho hai đảo này. Sau khi chiến dịch kết thúc, nó gia nhập Đội đặc nhiệm 77.2, và bắt đầu chuẩn bị cho việc tấn công lên Philippines tại Leyte.

### Tây Thái Bình Dương
Welles đi đến vịnh Leyte vào ngày 18 tháng 10, hai ngày trước khi cuộc đổ bộ chính thức diễn ra, để bảo vệ cho việc quét mìn cùng hoạt động của các Đội phá hoại dưới nước (UDT). Nó cũng bắn đạn pháo 5 inch/38 caliber xuống các mục tiêu chỉ định. Sau cuộc đổ bộ vào ngày 20 tháng 10, nó bắn pháo theo yêu cầu khi lực lượng tiến quân trên bờ, và bảo vệ cho hạm đội khỏi các cuộc không kích ác liệt của đối phương, trợ giúp vào việc bắn rơi một máy bay đối phương. Khi Nhật Bản tung ra cuộc phản công với ba gọng kìm nhằm ngăn cản lực lượng Đồng Minh trong trận Leyte, chiếc tàu khu trục đã nằm trong thành phần hộ tống cho hàng chiến trận gồm các thiết giáp hạm cũ dưới quyền Phó đô đốc Jesse B. Oldendorf, vốn đã tham gia Trận chiến eo biển Surigao và tiêu diệt Lực lượng Nam đối phương tìm cách vượt qua eo biển trong đêm 24-25 tháng 10. Nó sau đó góp phần của mình trong Chiến dịch Philippines trước khi rút lui về đảo san hô Ulithi, nơi nó gia nhập lực lượng đặc nhiệm tàu sân bay nhanh.
Trong thời gian tham gia chiến tranh còn lại của Welles, nó di chuyển cùng với các tàu sân bay nhanh hay các đơn vị tiếp liệu của chúng, khi lực lượng này tung ra các cuộc không kích vào vòng phòng ngự bên trong của chính quốc Nhật Bản, hỗ trợ từ xa cho các cuộc tấn công lên Luzon, Iwo Jima và Okinawa. Vào tháng 6 năm 1945, nó rút lui về Leyte để nghỉ ngơi và bảo trì; và đến ngày 21 tháng 6 được lệnh quay trở về Hoa Kỳ cho một lượt đại tu lớn. Đi ngang qua Eniwetok và Oahu, chiếc tàu khu trục đi đến Bremerton, Washington vào ngày 16 tháng 7, và vẫn đang ở lại đây khi chiến sự kết thúc vào tháng 8, tiếp tục cho đến cuối tháng 9.
Vào ngày 29 tháng 9, Welles lên đường đi sang vùng bờ Đông. Sau một chặng dừng tại San Pedro, California, nó băng qua kênh đào Panama vào ngày 14 tháng 10, và đi đến New York vào ngày 20 tháng 10. Vào tháng 11, nó đi về phía Nam đến Charleston, South Carolina, nơi nó được cho xuất biên chế vào ngày 4 tháng 2 năm 1946, và neo đậu cùng Đội Charleston của Hạm đội Dự bị Đại Tây Dương. Tên nó được cho rút khỏi danh sách Đăng bạ Hải quân vào ngày 10 tháng 2 năm 1968; và đến ngày 18 tháng 7 năm 1969, lườn tàu bị bán cho hãng Union Minerals and Alloy Co. để tháo dỡ.

## Phần thưởng
Welles được tặng thưởng tám Ngôi sao Chiến trận do thành tích phục vụ trong Thế Chiến II.